# Källö-Knippla
Källö-Knippla é uma ilha da província da Bohuslän, situada no arquipélago do Norte de Gotemburgo, no estreito do Categate. As duas ilhas iniciais - Källö e Knippla - estão ligadas hoje em dia, tendo desaparecido o estreito antes existente entre elas. Na língua do dia-a-dia é frequentemente usada a denominação Knippla para a nova ilha. Tem 295 habitantes (2018) e uma área de 29 quilômetros quadrados. Pertence ao município de Öckerö.